# Bernardo Vega
Bernardo Vega Boyrie (Santiago de los Caballeros, 23 de febrero de 1938) es un escritor, economista, historiador, antropólogo, profesor universitario, politólogo y sociólogo dominicano. Vega es reconocido por sus aportes en la academia y el sector público de la República Dominicana.

## Primeros años
Bernardo Vega nació en Santiago de los Caballeros, República Dominicana el 23 de febrero de 1938. Es el hijo de escritor dominicano Julio Vega Batlle y María Teresa de Boyrie. Completó su educación primaria en Santiago de los Caballeros y más tarde ganó un Grado en Economía de la Universidad de Pensilvania, Estados Unidos en 1959.

## Carrera
Vega es uno de los autores más prolíficos en la República Dominicana, su bibliografía está compuesta de aproximadamente cincuenta títulos y cubre los campos de historia, antropología y economía. También ha compilado documentos importantes de la dictadura de Rafael Trujillo y su relación con el gobierno de Estados Unidos. Sus escritos en economía,historia y política frecuentemente aparecen en la prensa nacional.
Vega también ha ejercido importantes ocupaciones públicas, incluyendo: Miembro de la Juna Monetaria del Banco Central (1975-1981), Director del Museo de Hombre Dominicano (1978-1982), gobernador del Banco Central de la República Dominicana (1984-1994) y Embajador en Washington (1997 -1998).
Por otro lado ha sido Secretario de la Sociedad Dominicana de Bibliófilos y presidente la Fundación Cultural Dominicana, así como docente de economía en el Pontificia Universidad Católica Madre y Maestra y la Universidad Autónoma de Santo Domingo. De igual modo, ha sido Director del Periódico El Caribe y Presidente de la Junta de Regentes del Instituto Tégnologico de Santo Domingo (INTEC).
Entre sus reconocimientos se destaca el Premio de Historia Nacional, obtenido en cuatro ocasiones en los años 1986, 1989, 1990 y 1991. Así como el Premio Eduardo León Jimenes de la Feria Internacional del Libro Santo Domingo en el año 2005.